# Paracricotopus uliginosus
Paracricotopus uliginosus är en tvåvingeart som först beskrevs av Lars Zakarias Brundin 1947.  Paracricotopus uliginosus ingår i släktet Paracricotopus och familjen fjädermyggor. Arten är reproducerande i Sverige. Inga underarter finns listade i Catalogue of Life.